# Dia Internacional de la Llum
El Dia Internacional de la Llum celebra mundialment els beneficis de tenir llum. La data, 16 de maig,va ser escollida per l'Organització de Nacions Unides i reconeix anualment els avanços i aportacions de la llum a la cultura, el desenvolupament sostenible, la societat... i en àrees tan diverses com la medicina, les comunicacions o l'energia.
Sorgeix com una idea després de la celebració, el 2015, de l'Any Internacional de la Llum i les Tecnologies Basades en la Llum. Durant aquest any sorgeixen col·laboracions i contactes entre líders del sector tecnològic i científic de la llum, i per mantenir, impulsar i estimular aquestes relacions es proposa la creació del Dia Internacional de la Llum, des del qual impulsar la difusió dels avantatges de la recerca i utilització de la llum.
La Conferència General de la Unesco va decidir proclamar el 16 de maig com al Dia Internacional de la Llum, ja que es tracta de l'aniversari de la primera operació amb èxit de làser, dissenyat el 1960 per Theodore Maiman. La primera celebració es dura a terme a partir de l'any 2018.

## Dia Internacional de la Llum
L'agost de 2017, la Conferència General de la Unesco en la Resolució 39 C/40 decideix proclamar el 16 de maig Dia Internacional de la Llum. La celebració posa en valor el paper que té la llum en la nostra vida quotidiana i la funció que compleix en les ciències, la cultura i les arts, l'educació i el desenvolupament sostenible.
Des dels raigs gamma fins a les ones de ràdio, l'espectre de la llum ens brinda coneixement, tant sobre l'origen de l'univers com sobre les tecnologies que han configurat la nostra societat, en àmbits tan diversos com la medicina, la agricultura, l'energia i l'òptica per a la protecció del patrimoni cultural.
La llum ha tingut una repercussió significativa en les arts visuals i escèniques, la literatura i el pensament. L'estudi de la relació entre la llum i la cultura ofereix valuosos coneixements sobre les interaccions entre la ciència, l'art i les humanitats, i permet entendre i apreciar millor el nostre patrimoni cultural. El dia internacional també destaca la importància de la ciència i la tecnologia per promoure l'educació i millorar la qualitat de vida, per tal d'aconseguir els Objectius de Desenvolupament Sostenible fixats en l'agenda 2030 de les Nacions Unides.